# 天皇杯 JFA 第104回全日本サッカー選手権大会
天皇杯 JFA 第104回全日本サッカー選手権大会（てんのうはい JFA だい104かいぜんにほんサッカーせんしゅけんたいかい）は2024年5月25日から11月23日まで開催された天皇杯 JFA 全日本サッカー選手権大会。

## 概要
2023年12月14日に行われた日本サッカー協会 (JFA) 理事会で大会スケジュール案について承認された。この時点では準々決勝までの日程が決まり、準決勝・決勝の日程については後日発表とされ、2024年3月12日にJFAより10月27日準決勝、11月23日国立競技場にて決勝の日程が発表された。
前回（103回）大会のラウンド16で発生したトラブルの責任を負う形で浦和レッズの今大会参加資格が剥奪されており、この兼ね合いでアマチュアシードが前年までの1チームから2チームに増加している。
本大会は、歯科医院向けの決済サービスプロバイダであるSCOグループが特別協賛する。
本大会の優勝チームには、AFCチャンピオンズリーグ2 2025/26(ACL2 25/26) への出場権が与えられる。ただし、本大会優勝チームが2024明治安田J1リーグで上位となるか、AFCチャンピオンズリーグエリート2024/25 (ACLE24/25) で優勝し、次回大会のAFCチャンピオンズリーグエリート2025/26 (ACLE25/26) の出場権を獲得した場合、ACLE25/26の出場権が優先され、ACL2 25/26には2024明治安田J1リーグの次点クラブが繰り上がって出場する（天皇杯の準優勝クラブが繰り上がることはない）。

## 日程
2023年12月14日にJFA理事会で承認された日程及び2024年3月12日に発表された日程に基づく。2回戦から準々決勝までは全て平日（水曜日）に開催される。J1、J2のチームは2回戦から登場する。
| 試合                | 開催日      | 予備日      |
| ------------------- | ----------- | ----------- |
| 1回戦               | 5月25、26日 | 5月29日     |
| 2回戦               | 6月12日     | 6月19日     |
| 3回戦               | 7月10日     | 7月17日     |
| 4回戦（ラウンド16） | 8月21日     | 8月28日     |
| 準々決勝            | 9月18日     | 9月11、25日 |
| 準決勝              | 10月27日    |             |
| 決勝                | 11月23日    |             |

## 出場チーム
以下の「出場回数」についてはJFAの公式記録に基づくが、基本的には「前身となるチーム（クラブ化前の実業団チーム、など）からの通算回数」としている。ただし、一部に例外もある。

### J1リーグ
2024年のJ1リーグ所属の全20チームのうち、参加資格の無い浦和レッズを除く19チーム。
| チーム                 | 出場回数       |
| ---------------------- | -------------- |
| 北海道コンサドーレ札幌 | 4年連続43回目  |
| 鹿島アントラーズ       | 4年連続40回目  |
| 柏レイソル             | 4年連続56回目  |
| FC東京                 | 4年連続30回目  |
| 東京ヴェルディ         | 4年連続49回目  |
| FC町田ゼルビア         | 4年連続12回目  |
| 川崎フロンターレ       | 30年連続41回目 |
| 横浜F・マリノス        | 4年連続46回目  |
| 湘南ベルマーレ         | 4年連続52回目  |
| アルビレックス新潟     | 4年連続32回目  |

| チーム             | 出場回数       |
| ------------------ | -------------- |
| ジュビロ磐田       | 4年連続47回目  |
| 名古屋グランパス   | 4年連続47回目  |
| 京都サンガF.C.     | 4年連続41回目  |
| ガンバ大阪         | 44年連続44回目 |
| セレッソ大阪       | 4年連続55回目  |
| ヴィッセル神戸     | 4年連続37回目  |
| サンフレッチェ広島 | 4年連続72回目  |
| アビスパ福岡       | 4年連続32回目  |
| サガン鳥栖         | 4年連続32回目  |

### J2リーグ
2024年のJ2リーグ所属の全20チーム。
| チーム                 | 出場回数       |
| ---------------------- | -------------- |
| ブラウブリッツ秋田     | 23年連続31回目 |
| ベガルタ仙台           | 4年連続30回目  |
| モンテディオ山形       | 4年連続32回目  |
| いわきFC               | 2年連続7回目   |
| 水戸ホーリーホック     | 4年連続28回目  |
| 栃木SC                 | 4年連続24回目  |
| ザスパ群馬             | 4年連続21回目  |
| ジェフユナイテッド千葉 | 4年連続59回目  |
| 横浜FC                 | 4年連続25回目  |
| ヴァンフォーレ甲府     | 4年連続32回目  |

| チーム               | 出場回数       |
| -------------------- | -------------- |
| 清水エスパルス       | 4年連続32回目  |
| 藤枝MYFC             | 3年連続6回目   |
| ファジアーノ岡山     | 4年連続16回目  |
| レノファ山口FC       | 4年連続20回目  |
| 徳島ヴォルティス     | 33年連続36回目 |
| 愛媛FC               | 3年ぶり23回目  |
| V・ファーレン長崎    | 4年連続17回目  |
| ロアッソ熊本         | 4年連続24回目  |
| 大分トリニータ       | 4年連続28回目  |
| 鹿児島ユナイテッドFC | 4年連続10回目  |

### アマチュアシードチーム
日本フットボールリーグ（JFL）及び全日本大学サッカー連盟 (JUFA) が選出する2チーム。
| チーム   | 所属リーグ  | 出場回数      | 備考          |
| -------- | ----------- | ------------- | ------------- |
| Honda FC | JFL         | 9年連続44回目 | 2回戦から出場 |
| 明治大学 | 関東大学1部 | 5年ぶり15回目 | 1回戦から出場 |

### 都道府県代表
備考に出典の無い30都道府県は5月12日に代表決定。
| 都道府県 | チーム                 | 所属リーグ  | 出場回数       | 備考   |
| -------- | ---------------------- | ----------- | -------------- | ------ |
| 北海道   | 北海道十勝スカイアース | 北海道      | 3年ぶり2回目   |        |
| 青森県   | ヴァンラーレ八戸       | J3          | 4年連続12回目  |        |
| 岩手県   | いわてグルージャ盛岡   | J3          | 4年連続17回目  |        |
| 宮城県   | ソニー仙台FC           | JFL         | 5年連続25回目  |        |
| 秋田県   | 猿田興業               | 東北2部北   | 3年ぶり3回目   | [ 8 ]  |
| 山形県   | 大山サッカークラブ     | 東北2部南   | 3年ぶり3回目   | [ 9 ]  |
| 福島県   | 福島ユナイテッドFC     | J3          | 3年連続12回目  |        |
| 茨城県   | 筑波大学               | 関東大学1部 | 3年連続34回目  |        |
| 栃木県   | 栃木シティ             | JFL         | 2年連続14回目  |        |
| 群馬県   | tonan前橋              | 関東2部     | 2年連続8回目   |        |
| 埼玉県   | 大宮アルディージャ     | J3          | 4年連続29回目  | [ 10 ] |
| 千葉県   | ブリオベッカ浦安       | JFL         | 3年連続7回目   | [ 11 ] |
| 東京都   | 横河武蔵野FC           | JFL         | 4年ぶり6回目   | [ 10 ] |
| 神奈川県 | SC相模原               | J3          | 2年連続3回目   |        |
| 山梨県   | 山梨学院大学PEGASUS    | 山梨県1部   | 3年連続6回目   | [ 12 ] |
| 長野県   | AC長野パルセイロ       | J3          | 2年連続12回目  |        |
| 新潟県   | JAPANサッカーカレッジ  | 北信越1部   | 9年ぶり14回目  | [ 12 ] |
| 富山県   | カターレ富山           | J3          | 4年連続15回目  |        |
| 石川県   | ツエーゲン金沢         | J3          | 4年連続20回目  |        |
| 福井県   | 福井ユナイテッドFC     | 北信越1部   | 13年連続16回目 |        |
| 静岡県   | アスルクラロ沼津       | J3          | 2年連続3回目   |        |
| 愛知県   | 中京大学               | 東海学生1部 | 2年ぶり8回目   | [ 10 ] |
| 三重県   | ヴィアティン三重       | JFL         | 2年連続4回目   |        |
| 岐阜県   | FC岐阜                 | J3          | 4年連続18回目  | [ 10 ] |
| 滋賀県   | びわこ成蹊スポーツ大学 | 関西学生1部 | 3年ぶり7回目   | [ 10 ] |
| 京都府   | 京都産業大学           | 関西学生1部 | 8年ぶり6回目   |        |
| 大阪府   | 関西大学               | 関西学生1部 | 3年連続19回目  |        |
| 兵庫県   | 甲南大学               | 関西学生1部 | 25年ぶり2回目  |        |
| 奈良県   | 奈良クラブ             | J3          | 3年連続15回目  | [ 13 ] |
| 和歌山県 | アルテリーヴォ和歌山   | 関西1部     | 16年連続16回目 |        |
| 鳥取県   | ガイナーレ鳥取         | J3          | 4年連続26回目  | [ 14 ] |
| 島根県   | ベルガロッソいわみ     | 中国        | 2年連続3回目   | [ 14 ] |
| 岡山県   | 三菱水島FC             | 中国        | 2年連続16回目  | [ 14 ] |
| 広島県   | 福山シティFC           | 中国        | 2年ぶり4回目   | [ 14 ] |
| 山口県   | FCバレイン下関         | 中国        | 2年連続4回目   | [ 14 ] |
| 香川県   | カマタマーレ讃岐       | J3          | 2年連続24回目  |        |
| 徳島県   | FC徳島                 | 四国        | 9年連続9回目   | [ 12 ] |
| 愛媛県   | FC今治                 | J3          | 4年連続14回目  |        |
| 高知県   | 高知ユナイテッドSC     | JFL         | 9年連続9回目   |        |
| 福岡県   | ギラヴァンツ北九州     | J3          | 4年連続15回目  |        |
| 佐賀県   | 川副クラブ             | 九州        | 3年ぶり4回目   |        |
| 長崎県   | 三菱重工長崎SC         | 長崎県1部   | 2年連続11回目  | [ 10 ] |
| 熊本県   | 東海大学熊本           | 九州大学1部 | 2年連続5回目   |        |
| 大分県   | ジェイリースFC         | 九州        | 初出場         |        |
| 宮崎県   | テゲバジャーロ宮崎     | J3          | 2年連続4回目   |        |
| 鹿児島県 | 鹿屋体育大学           | 九州大学1部 | 4年ぶり13回目  |        |
| 沖縄県   | 沖縄SV                 | JFL         | 2年ぶり5回目   |        |

出場回数に関する備考
1. ↑  日産自動車サッカー部→横浜マリノスからの出場回数を含む。なお、横浜フリューゲルスの出場回数（13回）は含まない。
2. ↑  鳥栖フューチャーズの出場回数（5回）を含む（なお、鳥栖と鳥栖Fには組織としての連続性はない。当該項参照）。
3. ↑  前身の静岡FCの出場回数（2回）は含まない。
4. ↑  前身である国見FCの出場回数（1回）は含まない。
5. ↑  NTT熊本およびアルエット熊本の出場回数（5回）を含む（なお、ロアッソ熊本（および旧チーム名のロッソ熊本）とNTT熊本およびアルエット熊本には組織としての連続性はない。当該項参照）。
6. ↑  前身のヴォルカ鹿児島（6回）およびFC KAGOSHIMA（1回、別に前身の鹿屋体育大学クラブで1回出場）の出場回数は含まない。
7. ↑  茗友クラブ（3回出場）の出場回数は含まない。
8. ↑  前身の北陸電力/アローズ北陸（10回）およびYKK APサッカー部 （11回）の出場回数は含まない。
9. ↑  承継元のサウルコス福井での出場回数（10回）を含む。
10. ↑  関大クラブ（7回出場）、全関大（4回出場）の出場回数は含まない。
11. ↑  前身のアイゴッソ高知の出場回数（南国高知FCとして3回出場）は含まない。
12. ↑  前身の三菱化成黒崎サッカー部の出場回数（4回）を含まない。

## 試合結果
3回戦までの対戦カードは2024年3月12日に発表された。

### 1回戦
| 2024年5月26日 【1】 | カターレ富山                                      | 3 - 0    | 関西大学 | 高岡市                                                                       |
| 13:00               | - 西矢慎平 23分 - 佐々木陽次 27分 - 髙橋馨希 87分 | レポート |          | 競技場: 高岡スポーツコア サッカー・ラグビー場 観客数: 1,575人 主審: 安川公規 |

| 2024年5月26日 【2】 | いわてグルージャ盛岡                        | 3 - 1    | 北海道十勝スカイアース | 盛岡市                                                  |
| 13:00               | - 新里涼 10分 - 深川大輔 23分 - 都倉賢 52分 | レポート | - 吉田哲登 47分        | 競技場: いわぎんスタジアム 観客数: 644人 主審: 加藤正和 |

| 2024年5月26日 【3】 | 筑波大学          | 1 - 0    | 明治大学 | 水戸市                                                          |
| 13:00               | - 池谷銀姿郎 75分 | レポート |          | 競技場: ケーズデンキスタジアム水戸 観客数: 743人 主審: 竹内清人 |

| 2024年5月26日 【4】 | FC徳島 | 0 - 1 (延長) | ジェイリースFC     | 鳴門市                                                                                |
| 13:00               |        | レポート     | - 八反田康平 102分 | 競技場: 鳴門・大塚スポーツパークポカリスエットスタジアム 観客数: 365人 主審: 大藤翔平 |

| 2024年5月26日 【5】 | 鹿屋体育大学 | 0 - 3    | ギラヴァンツ北九州                  | 南さつま市                                              |
| 13:00               |              | レポート | - 平山駿 16分 - 牛之濵拓 26分, 37分 | 競技場: OSAKO YUYA stadium 観客数: 414人 主審: 村田裕紀 |

| 2024年5月26日 【6】 | 三菱水島FC                                 | 3 - 4 (延長) | カマタマーレ讃岐                                       | 福山市                                                      |
| 13:00               | - 宮澤龍二 42分 - 綱島絢士郎 48分, 120+1分 | レポート     | - 赤星魁麻 60分, 83分 - 吉田陣平 97分 - 川西翔太 107分 | 競技場: 福山通運ローズスタジアム 観客数: 547人 主審: 塚原健 |

| 2024年5月25日 【7】 | 奈良クラブ                                    | 3 - 2    | 京都産業大学                   | 奈良市                                                  |
| 13:00               | - 西田恵 34分 - 52分 (o.g.) - 鈴木大誠 90+1分 | レポート | - 末谷誓梧 3分 - 菅野翔斗 33分 | 競技場: ロートフィールド奈良 観客数: 473人 主審: 堀善仁 |

| 2024年5月26日 【8】 | 高知ユナイテッドSC | 1 - 0    | ベルガロッソいわみ | 高知市                                                              |
| 13:00               | - 東家聡樹 36分    | レポート |                    | 競技場: 高知県立春野総合運動公園球技場 観客数: 462人 主審: 大穂祐太 |

| 2024年5月26日 【9】 | ヴァンラーレ八戸                | 2 - 0    | ブリオベッカ浦安 | 八戸市                                                      |
| 13:00               | - 音泉翔眞 30分 - 妹尾直哉 85分 | レポート |                  | 競技場: プライフーズスタジアム 観客数: 693人 主審: 椎野大地 |

| 2024年5月26日 【10】 | アルテリーヴォ和歌山 | 1 - 2    | JAPANサッカーカレッジ           | 和歌山市                                                          |
| 13:00                | - 小久保裕也 58分    | レポート | - 大野秀和 33分 - 本田修也 42分 | 競技場: 和歌山県紀三井寺公園陸上競技場 観客数: 472人 主審: 眞尾龍 |

| 2024年5月26日 【11】 | 福井ユナイテッドFC | 0 - 3    | 大宮アルディージャ                            | 坂井市                                                          |
| 13:00                |                    | レポート | - 小島幹敏 31分 - 泉澤仁 60分 - 大澤朋也 88分 | 競技場: テクノポート福井スタジアム 観客数: 943人 主審: 板矢智志 |

| 2024年5月25日 【12】 | 東海大学熊本 | 0 - 4    | 三菱重工長崎SC                                                  | 熊本市                                                |
| 13:00                |              | レポート | - 濵本拓哉 20分 - 栗原茂樹 43分 - 井原京佑 56分 - 平野皓巴 64分 | 競技場: 熊本市水前寺競技場 観客数: 178人 主審: 髙木翔 |

| 2024年5月25日 【13】 | FC岐阜          | 1 - 0    | アスルクラロ沼津 | 岐阜市                                                                          |
| 13:00                | - 藤岡浩介 64分 | レポート |                  | 競技場: 岐阜メモリアルセンター長良川球技メドウ 観客数: 1,129人 主審: 佐々木慎哉 |

| 2024年5月26日 【14】 | 福島ユナイテッドFC                                                                                                | 9 - 0    | 大山サッカークラブ | 双葉郡広野町                                                 |
| 13:00                | - 清水一雅 11分, 34分, 83分 - 加藤匠人 26分 - 秋山陽介 39分 - 矢島輝一 42分 - 粟野健翔 72分 - 塩浜遼 84分, 90+1分 | レポート |                    | 競技場: Jヴィレッジスタジアム 観客数: 280人 主審: 小林健太朗 |

| 2024年5月25日 【15】 | テゲバジャーロ宮崎                                            | 4 - 0    | 川副クラブ | 児湯郡新富町                                                  |
| 13:00                | - 14分 (o.g.) - 橋本啓吾 28分 - 阿野真拓 68分 - 吉澤柊 90+3分 | レポート |            | 競技場: いちご宮崎新富サッカー場 観客数: 347人 主審: 足立正輝 |

| 2024年5月25日 【16】 | ソニー仙台FC                                      | 3 - 1    | tonan前橋           | 宮城郡利府町                                                               |
| 13:00                | - 伊藤綾汰 83分 - 布方叶夢 90分 - 中山雅斗 90+2分 | レポート | - キム・テフィ 42分 | 競技場: みやぎ生協めぐみ野サッカー場Bグラウンド 観客数: 218人 主審: 長谷拓 |

| 2024年5月26日 【17】 | ヴィアティン三重     | 1 - 0    | FC今治 | 員弁郡東員町                                                |
| 13:00                | - 田村翔太 34分 (PK) | レポート |        | 競技場: LA・PITA東員スタジアム 観客数: 642人 主審: 山口隆平 |

| 2024年5月26日 【18】 | びわこ成蹊スポーツ大学 | 0 - 1    | 中京大学        | 彦根市                                                    |
| 13:00                |                        | レポート | - 有働夢叶 16分 | 競技場: 平和堂HATOスタジアム 観客数: 522人 主審: 平塚将哲 |

| 2024年5月26日 【19】                                     | ガイナーレ鳥取    | 1 - 1 (延長) (3 - 4 PK戦)                                | FCバレイン下関    | 鳥取市                                                    |
| 13:00                                                    | - 松木駿之介 80分 | レポート                                                 | - 野見山楽斗 65分 | 競技場: Axisバードスタジアム 観客数: 660人 主審: 川勝彬史 |
|                                                          | PK戦              |                                                          |                   |                                                           |
| - 松木駿之介 - 長谷川夢叶 - 宮田和純 - 小泉隆斗 - 坂本敬 |                   | - 野見山楽斗 - 戸田海人 - 半田勘太朗 - 原崎颯 - 佐藤颯汰 |                   |                                                           |

| 2024年5月25日 【20】                                 | ツエーゲン金沢   | 1 - 1 (延長) (3 - 4 PK戦)                          | 甲南大学        | 金沢市                                                              |
| 13:00                                                | - 庄司朋乃也 9分 | レポート                                           | - 清水健生 62分 | 競技場: 金沢ゴーゴーカレースタジアム 観客数: 1,271人 主審: 大原謙哉 |
|                                                      | PK戦             |                                                    |                 |                                                                     |
| - 梶浦勇輝 - 高塩隼生 - 沖崎颯 - 井上竜太 - 杉浦恭平 |                  | - 有吉勇人 - 萩原大稀 - 岡本大生 - 森勇聖 - 當麻颯 |                 |                                                                     |

| 2024年5月26日 【21】 | AC長野パルセイロ                                                                            | 7 - 0    | 猿田興業 | 松本市                                                   |
| 13:00                | - 森川裕基 29分 - 三田尚希 38分, 47分 - 進昂平 42分 - 藤森亮志 81分 - 木原励 90+2分, 90+3分 | レポート |          | 競技場: サンプロ アルウィン 観客数: 809人 主審: 中川愛斗 |

| 2024年5月26日 【22】 | 福山シティFC                                     | 3 - 0    | 沖縄SV | 広島市                                                              |
| 13:00                | - 大久保龍一 2分 - 杉浦力斗 10分 - 野浜友哉 76分 | レポート |        | 競技場: エディオンピースウイング広島 観客数: 1,232人 主審: 田邉裕樹 |

| 2024年5月25日 【23】 | 栃木シティ      | 1 - 0    | 横河武蔵野FC | 宇都宮市                                                      |
| 13:00                | - 鈴木国友 48分 | レポート |              | 競技場: 栃木県グリーンスタジアム 観客数: 357人 主審: 西田裕貴 |

| 2024年5月25日 【24】 | SC相模原                                            | 3 - 0    | 山梨学院大学PEGASUS | 平塚市                                                      |
| 13:00                | - 藤沼拓夢 14分 - 牧山晃政 45+1分 - 髙木彰人 90+2分 | レポート |                     | 競技場: レモンガススタジアム平塚 観客数: 860人 主審: 宗像瞭 |

### 2回戦
| 2024年6月12日 【25】 | ヴィッセル神戸                              | 2 - 0    | カターレ富山 | 神戸市                                                        |
| 19:03                | - 宮代大聖 15分 - ジェアン・パトリッキ 60分 | レポート |              | 競技場: ノエビアスタジアム神戸 観客数: 3,907人 主審: 小屋幸栄 |

| 2024年6月12日 【26】 | 徳島ヴォルティス | 1 - 0    | ベガルタ仙台 | 鳴門市                                                                                  |
| 19:01                | - カイケ 16分    | レポート |              | 競技場: 鳴門・大塚スポーツパークポカリスエットスタジアム 観客数: 1,515人 主審: 佐藤誠和 |

| 2024年6月12日 【27】 | 柏レイソル            | 2 - 0    | いわてグルージャ盛岡 | 柏市                                                              |
| 19:00                | - 山本桜大 64分, 75分 | レポート |                      | 競技場: 三協フロンテア柏スタジアム 観客数: 3,005人 主審: 岡部拓人 |

| 2024年6月12日 【28】                      | FC町田ゼルビア  | 1 - 1 (延長) (2 - 4 PK戦)                            | 筑波大学            | 町田市                                                      |
| 18:30                                     | - 安井拓也 22分 | レポート                                             | - 内野航太郎 90+1分 | 競技場: 町田GIONスタジアム 観客数: 1,948人 主審: 福島孝一郎 |
|                                           | PK戦            |                                                      |                     |                                                             |
| - エリキ - 鈴木準弥 - 稲葉修土 - 荒木駿太 |                 | - 内野航太郎 - 加藤玄 - 沖田空 - 小林俊瑛 - 角昂志郎 |                     |                                                             |

| 2024年6月12日 【29】 | セレッソ大阪                                     | 3 - 1    | ジェイリースFC  | 大阪市                                                      |
| 19:00                | - 渡邉りょう 7分 - 阪田澪哉 14分 - 為田大貴 64分 | レポート | - 福元考佑 27分 | 競技場: ヨドコウ桜スタジアム 観客数: 2,901人 主審: 上原直人 |

| 2024年6月12日 【30】 | ヴァンフォーレ甲府              | 2 - 0    | Honda FC | 甲府市                                                                 |
| 19:00                | - ピーター・ウタカ 82分, 90+1分 | レポート |          | 競技場: JIT リサイクルインク スタジアム 観客数: 3,391人 主審: 井上知大 |

| 2024年6月12日 【31】             | アルビレックス新潟                                                   | 4 - 4 (延長) (3 - 1 PK戦)                     | ギラヴァンツ北九州                                              | 新潟市                                                              |
| 19:00                            | - 小見洋太 14分 - 谷口海斗 45+3分 - 奥村仁 54分 - 鈴木孝司 90分 (PK) | レポート                                      | - 髙橋隆大 37分 - 坂本翔 42分 - 渡邉颯太 78分 - 高吉正真 90+4分 | 競技場: デンカビッグスワンスタジアム 観客数: 6,519人 主審: 山本雄大 |
|                                  | PK戦                                                                 |                                               |                                                                 |                                                                     |
| - 秋山裕紀 - 鈴木孝司 - 堀米悠斗 |                                                                      | - 平原隆暉 - 長谷川光基 - 工藤孝太 - 渡邉颯太 |                                                                 |                                                                     |

| 2024年6月12日 【32】 | V・ファーレン長崎                                     | 3 - 2    | カマタマーレ讃岐                | 諫早市                                                                |
| 19:00                | - 松澤海斗 1分 - フアンマ・デルガド 3分 - 山田陸 58分 | レポート | - 左合修土 44分 - 川西翔太 70分 | 競技場: トランスコスモススタジアム長崎 観客数: 2,192人 主審: 石丸秀平 |

| 2024年6月12日 【33】 | 鹿島アントラーズ                    | 2 - 1    | 奈良クラブ    | 鹿嶋市                                                                  |
| 19:00                | - チャヴリッチ 21分 - 鈴木優磨 43分 | レポート | - 吉村弦 41分 | 競技場: 茨城県立カシマサッカースタジアム 観客数: 4,150人 主審: 池内明彦 |

| 2024年6月12日 【34】 | 藤枝MYFC                                 | 2 - 0    | 栃木SC | 藤枝市                                                          |
| 19:00                | - シマブク・カズヨシ 5分 - 中川風希 33分 | レポート |        | 競技場: 藤枝総合運動公園サッカー場 観客数: 867人 主審: 田中玲匡 |

| 2024年6月12日 【35】 | サガン鳥栖                             | 2 - 1    | 高知ユナイテッドSC | 鳥栖市                                                                          |
| 19:00                | - ヴィニシウス・アラウージョ 3分, 52分 | レポート | - 小林心 44分      | 競技場: 駅前不動産スタジアム 観客数: 2,126人 主審: ダミアン・シルヴェストジャク |

| 2024年6月12日 【36】 | 横浜FC                           | 2 - 1 (延長) | ヴァンラーレ八戸 | 横浜市                                                    |
| 19:00                | - 三田啓貴 58分 - 室井彗佑 109分 | レポート     | - 妹尾直哉 88分  | 競技場: ニッパツ三ツ沢球技場 観客数: 1,287人 主審: 俵元希 |

| 2024年6月12日 【37】 | 名古屋グランパス | 0 - 1    | JAPANサッカーカレッジ | 豊田市                                                |
| 18:30                |                  | レポート | - 上元直樹 51分       | 競技場: 豊田スタジアム 観客数: 3,178人 主審: 高崎航地 |

| 2024年6月12日 【38】                                 | ザスパ群馬         | 1 - 1 (延長) (2 - 3 PK戦)                              | レノファ山口FC                | 前橋市                                                      |
| 19:00                                                | - 細貝萌 40分 (PK) | レポート                                               | - シルビオ・ジュニオール 61分 | 競技場: 正田醤油スタジアム群馬 観客数: 957人 主審: 椎野大地 |
|                                                      | PK戦               |                                                        |                               |                                                             |
| - 佐藤亮 - 齊藤聖七 - 岩元ルナ - 佐川洸介 - 田頭亮太 |                    | - 加藤潤也 - 田邉光平 - 石川啓人 - 末永透瑛 - 若月大和 |                               |                                                             |

| 2024年6月12日 【39】 | 京都サンガF.C.                    | 2 - 0    | 大宮アルディージャ | 京都市                                                        |
| 19:00                | - 谷内田哲平 23分 - 山﨑凌吾 53分 | レポート |                    | 競技場: たけびしスタジアム京都 観客数: 2,718人 主審: 須谷雄三 |

| 2024年6月12日 【40】 | 清水エスパルス | 9 - 0    | 三菱重工長崎SC | 静岡市                                                     |
| 19:00                | - ドウグラス・タンキ 7分 - 松崎快 29分 - 川谷凪 56分 - 郡司璃来 57分, 64分, 69分, 83分 - 千葉寛汰 63分 (PK) - 北川航也 90+4分 | レポート |                | 競技場: IAIスタジアム日本平 観客数: 3,029人 主審: 窪田陽輔 |

| 2024年6月12日 【41】                                     | 横浜F・マリノス                   | 2 - 2 (延長) (5 - 4 PK戦)                              | FC岐阜                          | 岐阜市                                                                  |
| 19:00                                                    | - 植中朝日 81分 - 井上健太 90+7分 | レポート                                               | - 新垣貴之 84分 - 田口裕也 89分 | 競技場: 岐阜メモリアルセンター長良川競技場 観客数: 3,515人 主審: 川俣秀 |
|                                                          | PK戦                              |                                                        |                                 |                                                                         |
| - 植中朝日 - 山根陸 - 村上悠緋 - 小池裕太 - エドゥアルド |                                   | - 山内寛史 - 田口裕也 - 北龍磨 - 新垣貴之 - 甲斐健太郎 |                                 |                                                                         |

| 2024年6月12日 【42】 | ロアッソ熊本    | 1 - 2    | 水戸ホーリーホック                     | 熊本市                                                      |
| 19:00                | - 藤井皓也 29分 | レポート | - 安藤瑞季 51分 - 梅田魁人 90+2分 (PK) | 競技場: えがお健康スタジアム 観客数: 2,141人 主審: 吉田哲朗 |

| 2024年6月12日 【43】 | ガンバ大阪                                              | 3 - 0    | 福島ユナイテッドFC | 吹田市                                                            |
| 19:00                | - ダワン 19分 - 山下諒也 25分 - イッサム・ジェバリ 35分 | レポート |                    | 競技場: パナソニックスタジアム吹田 観客数: 4,738人 主審: 先立圭吾 |

| 2024年6月12日 【44】 | ジュビロ磐田            | 1 - 2    | テゲバジャーロ宮崎                   | 磐田市                                                          |
| 19:00                | - ブルーノ・ジョゼ 61分 | レポート | - 阿野真拓 77分 - 井上怜 90+4分 (PK) | 競技場: ヤマハスタジアム（磐田） 観客数: 3,519人 主審: 荒木友輔 |

| 2024年6月12日 【45】 | 川崎フロンターレ                  | 2 - 0    | ソニー仙台FC | 川崎市                                                                     |
| 19:00                | - 山田新 39分 - マルシーニョ 58分 | レポート |              | 競技場: Uvanceとどろきスタジアム by Fujitsu 観客数: 7,000人 主審: 西村雄一 |

| 2024年6月12日 【46】 | 大分トリニータ  | 1 - 0    | 鹿児島ユナイテッドFC | 大分市                                                      |
| 19:00                | - 伊佐耕平 73分 | レポート |                      | 競技場: レゾナックドーム大分 観客数: 3,013人 主審: 清水勇人 |

| 2024年6月12日 【47】 | FC東京                                      | 3 - 0    | ヴィアティン三重 | 調布市                                                  |
| 19:00                | - 東慶悟 21分 - 森重真人 37分 - 原川力 42分 | レポート |                  | 競技場: 味の素スタジアム 観客数: 4,040人 主審: 長峯滉希 |

| 2024年6月12日 【48】 | ジェフユナイテッド千葉          | 2 - 1    | 中京大学        | 千葉市                                                    |
| 19:00                | - 高木俊幸 10分 - 風間宏矢 28分 | レポート | - 折出幸大 37分 | 競技場: フクダ電子アリーナ 観客数: 2,692人 主審: 瀬田貴仁 |

| 2024年6月12日 【49】 | サンフレッチェ広島 | 11 - 2   | FCバレイン下関                    | 福山市                                                          |
| 18:30                | - ドウグラス・ヴィエイラ 7分 (PK), 45+2分, 58分 - 小原基樹 26分, 51分, 80分 - 満田誠 29分, 45+4分 - マルコス・ジュニオール 61分 - 青山敏弘 81分 - エゼキエウ 89分 | レポート | - 西澤憲誌郎 32分 - 米澤康太 72分 | 競技場: 福山通運ローズスタジアム 観客数: 4,268人 主審: 大坪博和 |

| 2024年6月12日 【50】 | ブラウブリッツ秋田 | 0 - 2    | いわきFC                          | 秋田市                                                |
| 19:00                |                    | レポート | - 有馬幸太郎 35分 - 山口大輝 73分 | 競技場: ソユースタジアム 観客数: 872人 主審: 今村義朗 |

| 2024年6月12日 【51】 | 湘南ベルマーレ                               | 3 - 1    | 甲南大学        | 平塚市                                                          |
| 19:00                | - 山田直輝 37分 - ルキアン 80分, 90+6分 (PK) | レポート | - 清水健生 49分 | 競技場: レモンガススタジアム平塚 観客数: 1,942人 主審: 大橋侑祐 |

| 2024年6月12日 【52】 | 東京ヴェルディ                                                               | 5 - 0    | AC長野パルセイロ | 東京都北区                                                    |
| 18:30                | - 山田剛綺 30分 - 袴田裕太郎 43分, 62分 (PK) - 山見大登 76分 - 木村勇大 85分 | レポート |                  | 競技場: 味の素フィールド西が丘 観客数: 3,237人 主審: 御厨貴文 |

| 2024年6月12日 【53】 | アビスパ福岡 | 8 - 0    | 福山シティFC | 福岡市                                                    |
| 19:00                | - ウェリントン 30分 - 金森健志 43分 - 北島祐二 51分 - シャハブ・ザヘディ 65分, 81分 - 松岡大起 72分, 88分 - 鶴野怜樹 77分 (PK) | レポート |              | 競技場: ベスト電器スタジアム 観客数: 2,643人 主審: 中村太 |

| 2024年6月12日 【54】 | ファジアーノ岡山 | 1 - 7    | 愛媛FC                                                                         | 岡山市                                                        |
| 19:00                | - 田中雄大 28分  | レポート | - 森脇良太 1分 - 浜下瑛 15分, 70分 - 舩橋京汰 42分, 51分, 72分 - 尾崎優成 86分 | 競技場: シティライトスタジアム 観客数: 2,464人 主審: 山下良美 |

| 2024年6月12日 【55】 | 北海道コンサドーレ札幌                           | 3 - 1    | 栃木シティ        | 札幌市                                            |
| 19:00                | - キム・ゴンヒ 9分 - 出間思努 16分 - 原康介 65分 | レポート | - 表原玄太 45+3分 | 競技場: 札幌ドーム 観客数: 3,194人 主審: 飯田淳平 |

| 2024年6月12日 【56】 | モンテディオ山形                               | 3 - 2    | SC相模原                      | 天童市                                                        |
| 19:00                | - 山田拓巳 9分 - 松本凪生 12分 - 加藤千尋 38分 | レポート | - 福井和樹 21分 - 55分 (o.g.) | 競技場: NDソフトスタジアム山形 観客数: 2,564人 主審: 國吉真吾 |

### 3回戦
| 2024年7月10日 【57】 | ヴィッセル神戸                    | 2 - 0    | 徳島ヴォルティス | 鳴門市                                                                                  |
| 18:30                | - 佐々木大樹 66分 - 大迫勇也 73分 | レポート |                  | 競技場: 鳴門・大塚スポーツパークポカリスエットスタジアム 観客数: 4,630人 主審: 須谷雄三 |

| 2024年7月10日 【58】 | 柏レイソル                       | 2 - 1 (延長) | 筑波大学      | 柏市                                                              |
| 19:04                | - 木下康介 16分 - 細谷真大 100分 | レポート     | - 80分 (o.g.) | 競技場: 三協フロンテア柏スタジアム 観客数: 6,527人 主審: 荒木友輔 |

| 2024年7月10日 【59】 | セレッソ大阪      | 1 - 2 (延長) | ヴァンフォーレ甲府                       | 甲府市                                                                 |
| 19:00                | - 渡邉りょう 54分 | レポート     | - ピーター・ウタカ 46分 - 鳥海芳樹 112分 | 競技場: JIT リサイクルインク スタジアム 観客数: 5,038人 主審: 笠原寛貴 |

| 2024年7月10日 【60】 | アルビレックス新潟 | 1 - 6    | V・ファーレン長崎                                                                | 諫早市                                                                |
| 19:00                | - 石山青空 90+3分  | レポート | - 澤田崇 6分, 33分 - フアンマ・デルガド 11分, 76分 - 名倉巧 52分 - 加藤大 90+1分 | 競技場: トランスコスモススタジアム長崎 観客数: 2,732人 主審: 山本雄大 |

| 2024年7月10日 【61】 | 鹿島アントラーズ                    | 2 - 1    | 藤枝MYFC                 | 藤枝市                                                          |
| 19:03                | - チャヴリッチ 70分 - 仲間隼斗 89分 | レポート | - アンデルソン 24分 (PK) | 競技場: 藤枝総合運動公園サッカー場 観客数: 3,069人 主審: 中村太 |

| 2024年7月10日 【62】 | サガン鳥栖                                                        | 3 - 1    | 横浜FC          | 横浜市                                                      |
| 18:30                | - 堺屋佳介 14分 - ヴィニシウス・アラウージョ 48分 - 手塚康平 50分 | レポート | - 髙橋利樹 53分 | 競技場: ニッパツ三ツ沢球技場 観客数: 1,666人 主審: 大橋侑祐 |

| 2024年7月17日 【63】 | JAPANサッカーカレッジ | 0 - 3    | レノファ山口FC                                  | 山口市                                                        |
| 19:00                |                       | レポート | - 若月大和 13分 - 末永透瑛 59分 - 河野孝汰 79分 | 競技場: 維新みらいふスタジアム 観客数: 1,718人 主審: 先立圭吾 |

| 2024年7月10日 【64】 | 京都サンガF.C.                        | 3 - 1    | 清水エスパルス                  | 静岡市                                                     |
| 19:00                | - 原大智 66分, 90+2分 - 平賀大空 75分 | レポート | - カルリーニョス・ジュニオ 35分 | 競技場: IAIスタジアム日本平 観客数: 4,269人 主審: 飯田淳平 |

| 2024年7月10日 【65】                                     | 横浜F・マリノス                 | 2 - 2 (延長) (5 - 4 PK戦)                                | 水戸ホーリーホック              | 水戸市                                                          |
| 19:03                                                    | - 井上健太 35分 - 植中朝日 84分 | レポート                                                 | - 野瀬龍世 10分 - 草野侑己 14分 | 競技場: ケーズデンキスタジアム水戸 観客数: 2,739人 主審: 谷本涼 |
|                                                          | PK戦                            |                                                          |                                 |                                                                 |
| - 植中朝日 - 小池裕太 - 渡辺皓太 - 天野純 - エドゥアルド |                                 | - 久保征一郎 - 新井晴樹 - 碇明日麻 - 長井一真 - 齋藤俊輔 |                                 |                                                                 |

| 2024年7月10日 【66】 | ガンバ大阪                            | 2 - 1    | テゲバジャーロ宮崎 | 児湯郡新富町                                                    |
| 19:03                | - ネタ・ラヴィ 10分 - 宇佐美貴史 74分 | レポート | - 橋本啓吾 54分    | 競技場: いちご宮崎新富サッカー場 観客数: 3,158人 主審: 長峯滉希 |

| 2024年7月10日 【67】 | 川崎フロンターレ | 1 - 3    | 大分トリニータ                                   | 大分市                                                      |
| 19:00                | - エリソン 89分  | レポート | - 61分 (o.g.) - 保田堅心 63分 - 鮎川峻 78分 (PK) | 競技場: レゾナックドーム大分 観客数: 4,056人 主審: 岡部拓人 |

| 2024年7月10日 【68】 | FC東京          | 1 - 2    | ジェフユナイテッド千葉        | 千葉市                                                    |
| 19:03                | - 松木玖生 49分 | レポート | - 林誠道 79分 - 呉屋大翔 91分 | 競技場: フクダ電子アリーナ 観客数: 7,442人 主審: 上田益也 |

| 2024年7月10日 【69】 | サンフレッチェ広島                                                    | 4 - 0    | いわきFC | いわき市                                                            |
| 19:00                | - 佐々木翔 62分, 68分 - 大橋祐紀 66分 - マルコス・ジュニオール 90+1分 | レポート |          | 競技場: ハワイアンズスタジアムいわき 観客数: 3,074人 主審: 小屋幸栄 |

| 2024年7月10日 【70】 | 湘南ベルマーレ  | 1 - 0    | 東京ヴェルディ | 平塚市                                                            |
| 19:00                | - 鈴木章斗 66分 | レポート |                | 競技場: レモンガススタジアム平塚 観客数: 3,151人 主審: 福島孝一郎 |

| 2024年7月10日 【71】 | アビスパ福岡 | 0 - 2    | 愛媛FC                          | 松山市                                                      |
| 19:00                |              | レポート | - 三原秀真 52分 - 藤原悠汰 75分 | 競技場: ニンジニアスタジアム 観客数: 1,395人 主審: 今村義朗 |

| 2024年7月10日 【72】 | 北海道コンサドーレ札幌                                                       | 6 - 3    | モンテディオ山形                                | 天童市                                                        |
| 19:00                | - 田中克幸 6分, 57分 - 大森真吾 19分 - 岡田大和 45+3分, 84分 - 駒井善成 53分 | レポート | - 狩野海晟 16分 - 後藤優介 33分 - 氣田亮真 84分 | 競技場: NDソフトスタジアム山形 観客数: 3,347人 主審: 西村雄一 |

### ラウンド16（4回戦）
ラウンド16（4回戦）以降の組み合わせ抽選は、2024年7月12日に東京ドームシティにある日本サッカー協会の展示施設「blue-ing!」にて公開で行われ、日本サッカー協会の公式YouTubeチャンネル「JFA TV」で生配信された。抽選にあたっては、16のポジションを先に選び、その後で当てはまるチームを選ぶ方式で行われたが、AFCチャンピオンズリーグエリート2024/25に出場するヴィッセル神戸、横浜F・マリノス及びAFCチャンピオンズリーグ2 2024/25に出場するサンフレッチェ広島の3チームについては、同大会との日程調整との関係から、準々決勝に進出した際にホームスタジアムで開催できるよう、3チームが準々決勝で対戦しないように先行して抽選が行われた。ゲストドロワーは天皇杯優勝経験のある播戸竜二と那須大亮、進行役は特別協賛社のSCOグループ広報・フリーアナウンサーの福田典子。
| 2024年8月21日 【73】 | V・ファーレン長崎                                     | 2 - 3    | 横浜F・マリノス                                    | 諫早市                                                                |
| 19:03                | - フアンマ・デルガド 58分 - マテウス・ジェズス 90+2分 | レポート | - 天野純 67分 - 西村拓真 90+8分 - 植中朝日 90+10分 | 競技場: トランスコスモススタジアム長崎 観客数: 5,135人 主審: 池内明彦 |

| 2024年8月21日 【74】 | サガン鳥栖 | 0 - 2    | レノファ山口FC                 | 山口市                                                      |
| 19:00                |            | レポート | - 若月大和 6分 - 山本駿亮 11分 | 競技場: 維新みらいふスタジアム 観客数: 3,418人 主審: 谷本涼 |

| 2024年8月21日 【75】 | サンフレッチェ広島                            | 2 - 0    | 愛媛FC | 松山市                                                      |
| 19:03                | - トルガイ・アルスラン 68分 - 加藤陸次樹 79分 | レポート |        | 競技場: ニンジニアスタジアム 観客数: 5,111人 主審: 西村雄一 |

| 2024年8月21日 【76】 | ガンバ大阪                                        | 3 - 2    | 湘南ベルマーレ                  | 吹田市                                                            |
| 19:03                | - 山下諒也 14分 - 福岡将太 41分 - 中谷進之介 76分 | レポート | - 奥野耕平 11分 - 鈴木章斗 35分 | 競技場: パナソニックスタジアム吹田 観客数: 6,024人 主審: 須谷雄三 |

| 2024年8月21日 【77】 | ヴァンフォーレ甲府 | 1 - 2    | 鹿島アントラーズ                  | 甲府市                                                                 |
| 19:03                | - 三沢直人 29分    | レポート | - 藤井智也 45+3分 - 植田直通 89分 | 競技場: JIT リサイクルインク スタジアム 観客数: 7,796人 主審: 山下良美 |

| 2024年8月21日 【78】 | 柏レイソル | 0 - 1    | ヴィッセル神戸 | 柏市                                                              |
| 19:00                |            | レポート | 佐々木大樹 3分 | 競技場: 三協フロンテア柏スタジアム 観客数: 6,219人 主審: 飯田淳平 |

| 2024年8月21日 【79】 | 京都サンガF.C.                  | 2 - 0    | 大分トリニータ | 大分市                                                      |
| 19:00                | - 松田佳大 56分 - 川﨑颯太 81分 | レポート |                | 競技場: レゾナックドーム大分 観客数: 4,358人 主審: 今村義朗 |

| 2024年8月21日 【80】 | ジェフユナイテッド千葉 | 1 - 0    | 北海道コンサドーレ札幌 | 千葉市                                                    |
| 19:03                | 品田愛斗 45分          | レポート |                        | 競技場: フクダ電子アリーナ 観客数: 6,552人 主審: 上原直人 |

### 準々決勝
| 2024年9月25日 【81】 | 横浜F・マリノス                                                                                 | 5 - 1    | レノファ山口FC | 横浜市                                                      |
| 18:33                | - 山根陸 16分 - エウベル 51分 - ヤン・マテウス 71分 - 水沼宏太 77分 - アンデルソン・ロペス 86分 | レポート | 奥山洋平 23分  | 競技場: ニッパツ三ツ沢球技場 観客数: 6,201人 主審: 小屋幸栄 |

| 2024年9月11日 【82】 | サンフレッチェ広島 | 1 - 2    | ガンバ大阪                      | 広島市                                                              |
| 18:33                | 加藤陸次樹 16分    | レポート | - 山田康太 14分 - 岸本武流 79分 | 競技場: エディオンピースウイング広島 観客数: 9,321人 主審: 清水勇人 |

| 2024年9月25日 【83】 | 鹿島アントラーズ | 0 - 3    | ヴィッセル神戸                                        | 神戸市                                                              |
| 19:04                |                  | レポート | - 森岡亮太 15分 - 佐々木大樹 83分 - 井手口陽介 90+7分 | 競技場: ノエビアスタジアム神戸 観客数: 7,231人 主審: セサル・ラモス |

| 2024年9月18日 【84】 | 京都サンガF.C.                                            | 3 - 0    | ジェフユナイテッド千葉 | 千葉市                                                    |
| 19:04                | - 豊川雄太 11分 - マルコ・トゥーリオ 49分 - 平戸太貴 85分 | レポート |                        | 競技場: フクダ電子アリーナ 観客数: 6,883人 主審: 長峯滉希 |

### 準決勝
| 2024年10月27日 【85】 | 横浜F・マリノス                     | 2 - 3 (延長) | ガンバ大阪                                             | 吹田市                                                             |
| 13:09                 | - ヤン・マテウス 37分 - 松原健 89分 | レポート     | - 山田康太 26分 - 中谷進之介 90+3分 - 坂本一彩 120+5分 | 競技場: パナソニックスタジアム吹田 観客数: 20,311人 主審: 木村博之 |

| 2024年10月27日 【86】 | ヴィッセル神戸                    | 2 - 1    | 京都サンガF.C.          | 神戸市                                                         |
| 15:05                 | - 宮代大聖 18分 - 佐々木大樹 55分 | レポート | マルコ・トゥーリオ 32分 | 競技場: ノエビアスタジアム神戸 観客数: 14,980人 主審: 西村雄一 |

### 決勝
決勝に駒を進めたのは、準決勝で試合終了間際に勝ち越されながらも、後半アディショナルタイムのDF中谷進之介のゴールにより土壇場で追いつき、更に延長戦終了間際のFW坂本一彩の決勝ゴールで横浜FMを下し、第100回大会（2020年度）以来4大会ぶりの決勝進出を決め、Jリーグ発足後8回目の決勝進出で9大会ぶり5回目の優勝を目指すG大阪と、前後半の得点で京都との関西ダービーを制し、初優勝した第99回大会（2019年度）以来5大会ぶりの決勝進出を決めた神戸の2チーム。天皇杯の決勝戦で関西勢同士のクラブが対戦するのは、第33回大会の全関学対大阪クラブ以来実に71大会ぶりで、Jリーグが発足した1993年以降では初の事例となった。
2日前の練習で右ハムストリングの肉離れを負傷したFW宇佐美貴史をベンチ外としたG大阪に対し、神戸は戦線を離脱していたFW大迫勇也が先発に復帰したこの試合、立ち上がりからG大阪が神戸陣内に攻め込む場面を多く作り出すが、神戸が堅い守備でこれを封じ、前半はスコアレスで折り返す。
後半に入り、G大阪がMF倉田秋に替えてMFウェルトンを投入、神戸もMF井出遥也に替えてFW佐々木大樹を投入すると徐々に試合が動き出し、64分（後半19分）に神戸がGK前川黛也からのロングキックをFW佐々木が潰れながらも収め、そのこぼれ球をFW大迫が拾うと、左を駆け上がってきたFW武藤嘉紀にパス、武藤はペナルティエリア外からクロスボールを上げると一旦はブロックされるが、こぼれ球に詰めたFW宮代大聖がゴールに押し込んで神戸が先制点を挙げる。このあとG大阪も攻撃的な選手を次々と投入するも、神戸の守備を最後まで破ることは出来ず、神戸が5年ぶり2度目の天皇杯を獲得した。
なお、その後神戸がJ1を制し2冠を達成したため、天皇杯勝者に与えられるACL2 25/26への出場権はJ1の次点クラブに振り替えられることになった。
| ガンバ大阪 | 0 - 1    | ヴィッセル神戸 |
| ---------- | -------- | -------------- |
|            | レポート | 宮代大聖 64分  |

| ガンバ大阪         |    |                    |      |      |
| GK                 | 21 | 一森純             |      |      |
| DF                 | 2  | 福岡将太           |      |      |
| DF                 | 3  | 半田陸             |      |      |
| DF                 | 4  | 黒川圭介           |      | 89分 |
| DF                 | 20 | 中谷進之介         |      |      |
| MF                 | 9  | 山田康太           |      | 72分 |
| MF                 | 10 | 倉田秋             |      | 55分 |
| MF                 | 16 | 鈴木徳真           |      | 89分 |
| MF                 | 17 | 山下諒也           |      | 72分 |
| MF                 | 23 | ダワン             |      |      |
| FW                 | 13 | 坂本一彩           |      |      |
| 控え選手           |    |                    |      |      |
| GK                 | 1  | 東口順昭           |      |      |
| MF                 | 14 | 福田湧矢           |      |      |
| MF                 | 15 | 岸本武流           |      | 89分 |
| MF                 | 27 | 美藤倫             |      | 89分 |
| MF                 | 47 | ファン・アラーノ   | 87分 | 72分 |
| MF                 | 97 | ウェルトン         |      | 55分 |
| FW                 | 11 | イッサム・ジェバリ |      | 72分 |
| 監督               |    |                    |      |      |
| ダニエル・ポヤトス |    |                    |      |      |

| ヴィッセル神戸 |    |                      |      |      |
| GK             | 1  | 前川黛也             |      |      |
| DF             | 24 | 酒井高徳             |      |      |
| DF             | 3  | マテウス・トゥーレル |      |      |
| DF             | 4  | 山川哲史             |      |      |
| DF             | 19 | 初瀬亮               |      | 76分 |
| MF             | 6  | 扇原貴宏             |      |      |
| MF             | 11 | 武藤嘉紀             |      |      |
| MF             | 7  | 井手口陽介           |      |      |
| MF             | 18 | 井出遥也             |      | 59分 |
| FW             | 9  | 宮代大聖             |      | 76分 |
| FW             | 10 | 大迫勇也             |      | 83分 |
| 控え選手       |    |                      |      |      |
| GK             | 21 | 新井章太             |      |      |
| DF             | 15 | 本多勇喜             |      | 76分 |
| DF             | 23 | 広瀬陸斗             |      |      |
| MF             | 25 | 鍬先祐弥             |      |      |
| MF             | 96 | 山口蛍               |      | 83分 |
| FW             | 22 | 佐々木大樹           |      | 59分 |
| FW             | 26 | ジェアン・パトリッキ | 84分 | 76分 |
| 監督           |    |                      |      |      |
| 吉田孝行       |    |                      |      |      |